# Ciclovía de la Ciudad de México
La ciclovía de la Ciudad de México, también conocida como ciclovía Ferrocarril de Cuernavaca, es una vía ciclista construida sobre las vías del Ferrocarril de Cuernavaca, que atraviesa la Ciudad de México de norte a sur hasta los límites con el estado de Morelos.

## Historia
La ciclovía fue construida sobre el antiguo trazado de la vía del Ferrocarril México Cuernavaca y el Pacífico, cuya inauguración oficial tuvo lugar el 11 de diciembre de 1897, durante el gobierno del presidente Porfirio Díaz. Este ferrocarril, impulsado como parte del desarrollo infrastructural del país durante el Porfiriato, conectaba la Ciudad de México con Cuernavaca, capital del estado de Morelos, atravesando zonas agrícolas y montañosas del sur del Valle de México. A lo largo de su recorrido, la vía férrea contó con instalaciones auxiliares, estaciones y viviendas para los trabajadores del ferrocarril. El ferrocarril fue utilizado para el transporte de pasajeros y mercancías hasta que fue clausurado en 1997.
En 2004, el Gobierno del Distrito Federal decidió acondicionar las vías del ferrocarril para crear una ciclovía, dentro de un programa más amplio de rehabilitación de espacios públicos. La ciclovía pretendía fomentar el uso de la bicicleta como medio de transporte alternativo en la zona sur de la Ciudad de México. Fue inaugurada el 17 de julio de 2004.

## Características
La ciclovía tiene una longitud aproximada de 60 kilómetros y atraviesa diversas zonas de la Ciudad de México, desde el área urbana de Polanco hasta la zona sur en Tlalpan. La ruta se divide en dos partes: la zona urbana y la del suelo de conservación. La zona urbana se encuentra en la parte norte de la ciclovía y atraviesa varias colonias de las alcaldías Miguel Hidalgo, Azcapotzalco, Álvaro Obregón y Tlalpan. El tramo en suelo de conservación se encuentra en la parte sur de la ciclovía y se caracteriza por ser un área más natural y menos urbanizada. El trayecto hacia el sur desde cualquier punto de inicio dentro de la Ciudad de México conduce inicialmente por áreas urbanas, donde los días laborables hay paso frecuente de peatones y estudiantes, y los fines de semana se instala un tianguis que obliga a los ciclistas a reducir la velocidad o descender de sus bicicletas, hasta llegar a las áreas más abiertas del trayecto como el Parque Ecológico de la Ciudad de México, donde se ubica el denominado Paso a Mictlán, una formación rocosa con vestigios prehispánicos. Posteriormente, la ruta continúa dentro del suelo de conservación de la alcaldía Tlalpan, atravesando cicloestaciones a lo largo de la ruta hasta alcanzar la entrada al estado de Morelos, donde finaliza la infraestructura ciclista designada.

### Ciclovía en suelo de conservación
La ciclovía en suelo de conservación se ubica en el sur de la Ciudad de México, dentro del suelo de conservación de la alcaldía Tlalpan, y se extiende hasta el límite con el estado de Morelos, en el poblado de Fierro del Toro. A lo largo de su recorrido, atraviesa los pueblos de San Andrés Totoltepec, San Miguel Ajusco, San Miguel Xicalco, La Magdalena Petlacalco, Parres El Guarda y San Miguel Topilejo, todos ellos situados en territorio de la alcaldía Tlalpan, antes de continuar hacia Cuernavaca, Morelos.
El proyecto de la ciclovía en suelo de conservación fue resultado de un proceso de concertación entre el Gobierno de la Ciudad de México y los núcleos agrarios de Tlalpan, mediante el cual se elaboraron y firmaron las Bases de Colaboración para el uso de la ciclovía y la implementación de cicloestaciones de servicio. Este acuerdo permitió integrar a las comunidades rurales en la gestión y mantenimiento del corredor ciclista, otorgándoles un papel activo en su administración y vigilancia.
Como parte del acuerdo, se establecieron siete cicloestaciones de servicio a lo largo de la ciclovía, operadas y gestionadas directamente por las comunidades rurales. Estas cicloestaciones son: San Andrés Totoltepec, Ajusco, Xicalco, Petlacalco, El Sifón, Parres y La Cima. En ellas, los habitantes de la zona ofrecen diversos servicios, que incluyen vigilancia de la ciclovía, talleres de reparación de bicicletas, venta de productos locales e información turística para los ciclistas y visitantes.